# Авилов (Волгоградская область)
Авилов — хутор в Иловлинском районе Волгоградской области, административный центр Авиловского сельского поселения.
Население — 724 (2010)

## География
Хутор расположен в степи, на правом берегу реки Иловля, в пределах Приволжской возвышенности. Ниже по течению реки расположен хутор Тары, выше — хутор Боровки. Центр хутора расположен на высоте около 45 метров над уровнем моря. Почвы — каштановые, в пойме Иловли — пойменные засоленные.
К хутору имеется подъезд от федеральной автодороги «Каспий» (через хутор Тары), также автомобильной дорогой хутор Авилов связан с хутором Боровки. По автомобильным дорогам расстояние до областного центра города Волгограда составляет 89 км, до районного центра рабочего посёлка Иловля — 12 км.
Часовой пояс
Авилов, как и вся Волгоградская область, находится в часовой зоне МСК (московское время). Смещение применяемого времени относительно UTC составляет +3:00.

## История
Хутор относился к юрту станицы Иловлинской Второго Донского округа Области Войска Донского (до 1870 года — Земля Войска Донского). Согласно Списку населённых мест Земли Войска Донского 1862 года издания, составленном по данным 1859 года, на хуторе Авилов проживало 95 мужчин и 125 женщин. Согласно переписи населения Российской империи 1897 года на хуторе проживало 397 мужчин и 348 женщин, из них грамотных мужчин — 152, грамотных женщин — 11.
Согласно Алфавитному списку населённых мест Области Войска Донского 1915 года на хуторе Авилов проживало 472 душ мужского и 378 женского пола, на хуторе имелось хуторное правление, школа.
В 1921 году в составе Второго Донского округа хутор включён в состав Царицынской губернии. С 1928 года — в составе Иловлинского района Сталинградского округа (округ ликвидирован в 1930 году) Нижневолжского края (с 1934 года — Сталинградского края). В 1963 году Иловлинский район был упразднён, хутор передан в состав Фроловского района. В 1965 году включён в состав вновь образованного Иловлинского района.

## Население
Динамика численности населения по годам:
| 1859 | 1873 | 1897 | 1915 | 1987 | 2002 |
| ---- | ---- | ---- | ---- | ---- | ---- |
| 220  | 478  | 745  | 850  | ≈430 | 687  |

| 2010 |
| ---- |
| 724  |